# ハイメ・バルベリス
ハイメ・アウグスト・バルベリス・マルティネス（スペイン語: Jaime Augusto Barberis Martínez、1957年8月24日 - ）は、エクアドルの外交官、元駐日大使、元在ハンガリー大使。母国語のスペイン語に加えて英語に堪能。
バルベリスが駐日大使在任中の2018年は日本とエクアドルの国交樹立100周年という節目の年であり、5月24日に彼は上智大学イベロアメリカ研究所で開かれた記念講演に登壇した。また、同年9月にレニン・モレノ大統領が訪日した際には、日本の要人と共にバルベリス大使が大統領を迎接している。
2019年10月22日、皇居正殿松の間で今上天皇の即位礼正殿の儀が執り行われ、ホセ・バレンシア・アモレス外務大臣と共に参列した。

## 学歴
- 1976年、メリーランド大学 卒業[3]
- 1977年～1981年、教皇庁立エクアドルカトリック大学（スペイン語版、英語版）（PUCE） 法学修学[3]
- 1981年、教皇庁立エクアドルカトリック大学 法学博士取得[3]
- 1987年～1990年、エクアドル中央大学（スペイン語版、英語版）（UCE） 国際法修学[3]
- 2009年、エクアドル中央大学 国際法博士取得[3]

## 経歴
教皇庁立エクアドルカトリック大学（PUCE）在学中の1979年7月に外務・移民省へ入省し、爾後40年以上にわたって外交官を務めている。

### 本省勤務
- 1997年、アジア・アフリカ・オセアニア局長[3]
- 1997年～2000年、南北アメリカ局長[3]
- 2007年～2009年、国家主権担当次官[3]
- 2007年～2009年、第5回南北アメリカ宇宙会議（スペイン語: Quinta Conferencia Espacial de las Américas、英語: V Space Conference of the Americas）臨時事務局長[3]
- 2015年、国際連合システム部担当大使[3]
- 2016年2月～2017年2月、北米・欧州担当次官[3]

### 在外勤務
- 1982年～1985年、在オーストリア大使館兼国際連合政府代表部 二等書記官、一等書記官[3]
- 1985年～1987年、在ジュネーブ国際機関政府代表部 一等書記官[3]
- 1991年～1997年、在アメリカ合衆国大使館（英語版） 参事官、公使[3]
- 2001年～2004年、在ハンブルク総領事[3]
- 2004年～2005年、米州機構政府代表部 公使、副大使[3]
- 2010年～2015年、在ハンガリー大使[3]
- 2017年～2022年、駐日大使（2017年1月拝命[2]、同年3月に次期駐日大使として着任[3]、同年4月14日に信任状を捧呈して駐日大使として正式に就任[9]、2022年4月離任）

## 出演

### 雑誌
- 『ラテンアメリカ時報』 2018年夏号 (No.1423) pp.30-32 所収「駐日ラテンアメリカ大使インタビュー＜第28回 エクアドル＞」[10][11]

### 講演
- 「ラテンアメリカと日本の関係 ―エクアドル・日本外交関係樹立100周年を記念して―」[4]（スペイン語: “Relaciones América Latina-Japón: centenario del establecimiento de relaciones diplomáticas entre Ecuador y Japón”）[5]